# 제1경비단
제1경비단은 대한민국 육군 수도방위사령부의 예하 보병단이다. 서울특별시 서대문구에 본부를 두고 북악산, 인왕산, 서울시 도심 핵심부와 청와대 특별 경비지구를 경호, 경비한다. 전군유일 최정예 근위부대라는 자부심을 가지고 있다.

## 역사
5·16 군사 정변 당시 쿠데타 무리는 동원된 제30사단과 제17사단 소속 연대 예하 1개 대대를 친위대 조직으로 지정하여 경복궁과 독립문에 각각 주둔시켰다. 권력을 잡은 뒤, 쿠데타에 반발하여 민간에서 시위를 할 것에 대비하여 이 두개 대대는 충정 훈련을 하였으며, 나중에 두개 대대는 확장되어 집단이 되었다. 김영삼 대통령에 의한 군사독재 잔재 청산 계획에 따라 1996년 12월 17일에 제30, 33경비단은 대대로 다시 축소되었고, 제1경비단은 이들의 상급부대로서 창설되었다.
2023년, 제35특수임무대대가 수도방위사령부에서 제1경비단으로 전속하였다.

## 산하 부대
- 제1대대, 옛 제30경비대대 "청룡"
- 제2대대, 옛 제33경비대대 "백호"
- 제35특수임무대대 "태호부대"
  - 여군특임중대[2]

## 경비단가
```
뜨겁게 타오르는 태양같이 
의지와 정열로 뭉친 용사들
북악과 인왕의 정기를 받아 
서울을 지키는 수호신이다
가슴에 깊이 새긴 결의로 
내 조국 철통 경계 위하여
천년을 우뚝 선 소나무처럼 
굳건하게 나라 지켜나가자
청룡 백호 태호함께 행동으로 충성다하여서
전군유일 최정예 근위부대제1경비단

```

## 같이 보기
- 하나회
- 12·12 군사 반란

## 참고
1. ↑  심원택 (1996년 12월 17일). “30 경비단 장비 철수, 33경비단과 통폐합 1경비단 창설”. MBC뉴스. 2016년 1월 26일에 확인함.
2. ↑  밀리터리공간 (2025년 7월 13일). “모든게 비밀인 "대한민국 유일 전원 여성"으로 구성된 '대테러 특수부대'”. 《다음》. 2025년 7월 16일에 확인함.